# University of Northern British Columbia
Die University of Northern British Columbia (UNBC) ist eine staatliche Universität in Prince George, British Columbia, Kanada. Die Universität zählt zu den kleineren, forschungsstärkeren Universitäten der Provinz. Der Hauptcampus befindet sich in Prince George. Die UNBC verfügt über mehrere kleine regionale Campusanlagen im nördlichen British Columbia in den Städten Prince Rupert, Terrace, Quesnel und Fort St. John. Aufgrund ihrer nördlichen Lage ist die Universität Mitglied der University of the Arctic.
Im Studienjahr 2015/16 waren insgesamt 3.592 Studenten in den verschiedenen Programmen immatrikuliert. Dabei waren weibliche Studenten in der Überzahl.

## Geschichte

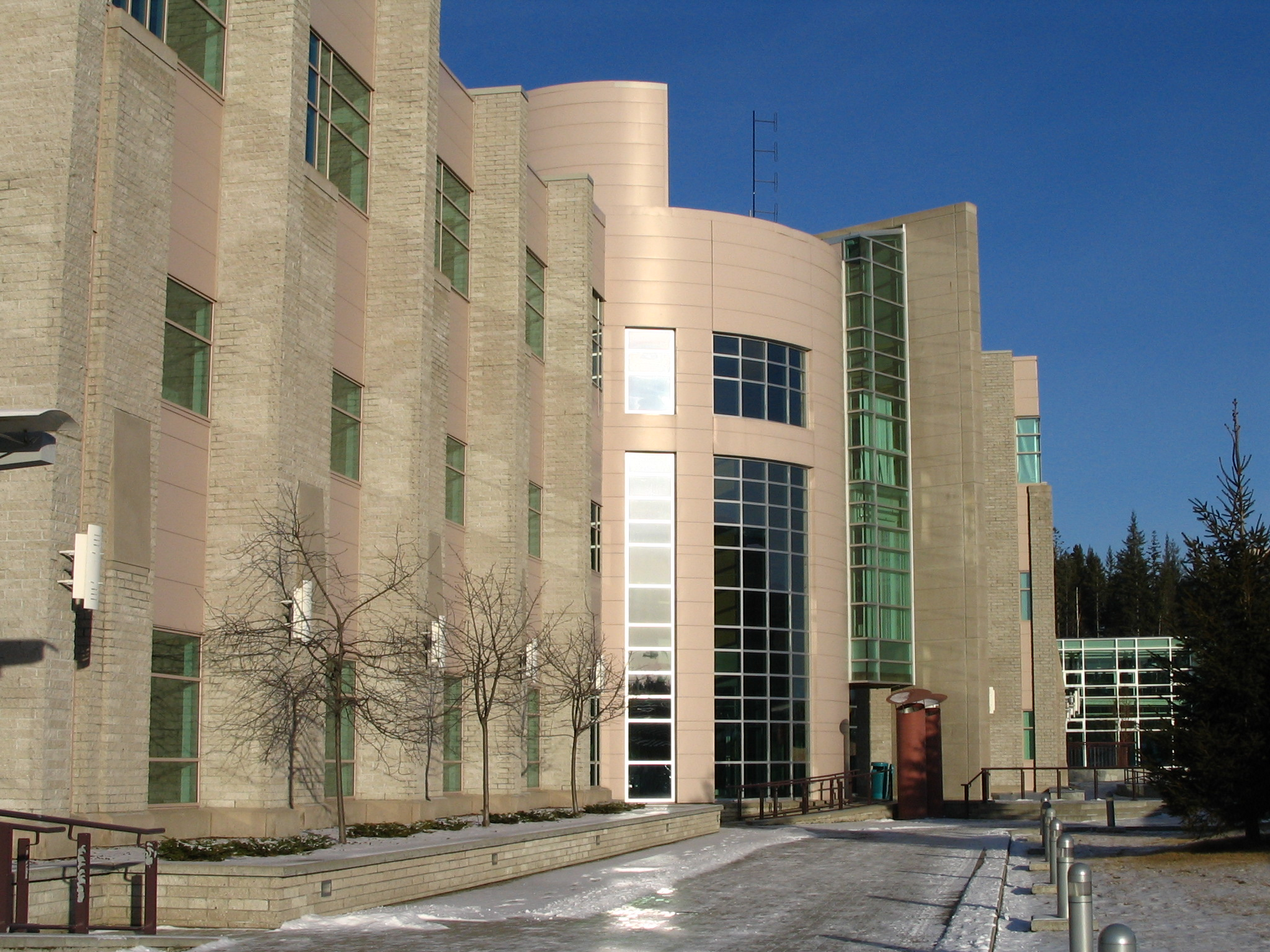
UNBC-Forschungslaboratorium

Die Provinzregierung beschloss die Gründung einer neuen Universität im nördlichen Teil der Provinz, welche am 22. Juni 1990   gegründet wurde. Die Universität bot kurz nach ihrer Lehrbetriebaufnahme im Jahre 1992 und 1993 einige Kurse in angemieteten Räumen an, da zu dieser Zeit noch kein Campus errichtet worden war. 1994 eröffnete Königin Elizabeth II offiziell die Universität in einer Zeremonie auf dem neugebauten und bezugsfertigen Prince George Campus, der nach zweijähriger Bauzeit fertiggestellt wurde.

## Fachbereiche

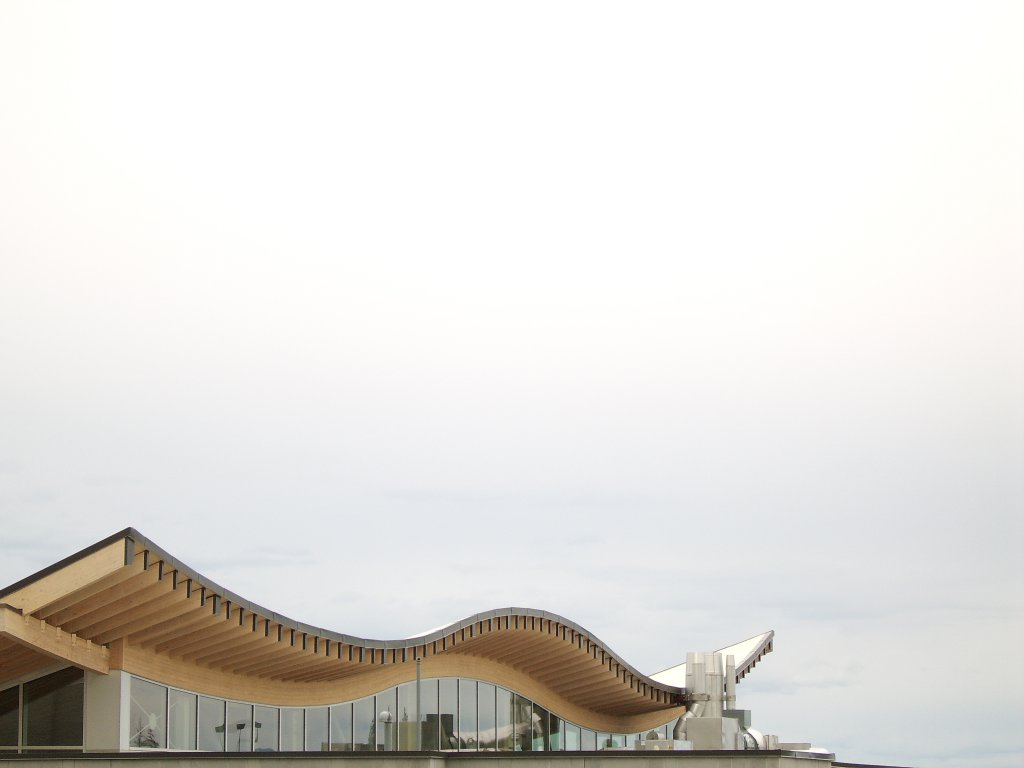
Gebäude für den Fachbereich Gesundheitswissenschaften

- Fachbereich Wirtschaftswissenschaften

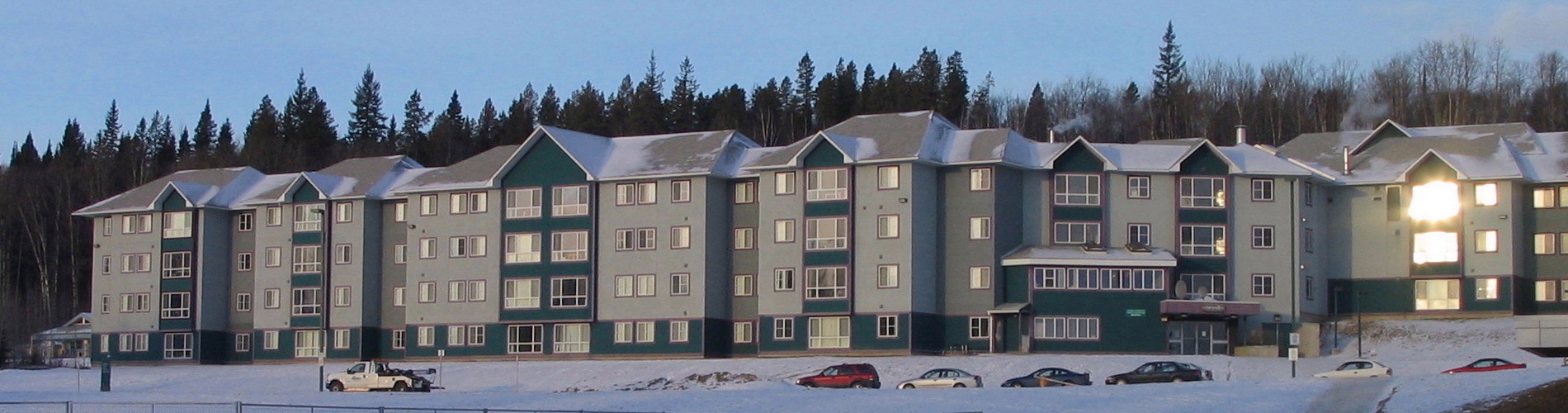
Studentenwohnheim

- Naturwissenschaften
- Gesundheitswissenschaften
- Informatik

## Medien auf dem Campus
- Over The Edge, wöchentlich erscheinende Studentenzeitung, die seit 1994 aufgelegt wird.
- CFUR, Campus Radio Station
- Watt, Ein Musik und Unterhaltungsmagazin wird veröffentlicht von CFUR.

## Forschungen
- Aleza Lake Research Forest
- BC Rural and Remote Health Research Institute
- Centre of Excellence for Children and Adolescents with Special Needs
- High-Performance Computing Centre
- I.K. Barber Enhanced Forestry Lab
- Institute for Social Research and Evaluation
- National Collaborating Centre for Aboriginal Health
- Natural Resources and Environmental Studies Institute
- Northern BC Archives
- Northern BC Community Development Institute
- John Prince Research Forest
- Quesnel River Research Centre
- Women North Network / Northern FIRE